# 金子秀三
金子 秀三（かねこ ひでぞう、1900年9月14日 - 1980年9月21日）は、日本の実業家である。RKB毎日放送の社長・会長を務めた。熊本県熊本市出身。

## 経歴・人物
1924年、慶應義塾大学法学部政治学科を卒業。同年に毎日新聞社に入社し、大連支局長、天津支局長、北京支局長、西部本社論説委員などを歴任した。
1951年6月にラジオ九州設立と同時に代表取締役代表に就任した。専務、副社長を経て、1961年11月に社長に就任し、1969年11月に会長に就任し、1971年11月に相談役に就任した。日本民間放送連盟で理事、副会長、顧問を務めた。1965年に藍綬褒章を受章し、1970年に勲二等瑞宝章を受章した。著書に「音波から映像へ」、「私の飲み食い放談」などがある。
1980年9月21日、肺がんのために東京都の病院で死去。80歳没。